# مسجد المعيني
يقع مسجد المعيني بمدينة دمياط في مصر، شيده التاجر الدمياطي محمد بن معين سنه710 هجريه(1310 ميلاديه) في زمن الناصر قلاوون . ويمتاز بضخامه البناء وارتفاع الجدار والمئذنة وبداخل الجامع ضريح احيط بمقصوره من الخشب مصنوعه علي طراز المشربيات العربية، وكان قد شيد قديما فوق قناطر ليكون مرتفعا علي مياه النيل. وما زال تحت المسجد قبو وفراغ فسيح. ويعد من المساجد النادرة في الوجه البحري خاصه في تخطيطه وزخارفه وطريقه بنائه حيث بني علي الطراز المملوكي واستخدم كمدرسه، ويتكون كصحن مفتوح ارضيته محلاه بالفسيفساء ويضم أربعة ايوانات أكبرها ايوان القبلة ولكل إيوان منها سقف مزين بالاخشاب بديعة الزخارف وكانت الايوانات مخصصة لتدريس المذاهب الإسلامية الأربعة.
وجميع الاسقف ذات زخارف بديعه الصنع. ويقال أن السلطان الظاهر بيبرس هو الذي حضر وفاة جمال الدين أثناء مرضه بدمياط وجهز وبني له هذا المقام في القرن السابع الهجري.
قبة الدياسطي من القباب الإسلامية المهمة وقد بنيت خلال العصر العثماني وهي ذات قيمة فنية عالية وتنسب القبة إلى حسن الدياسطي بن جابر الأنصاري وهي قبة بصلية الشكل مقامة على حجرة مربعة ومنطقة الانتقال من مربع إلى مثمن عبارة عن مربعات ومقامة على أربع مقرنصات على شكل عقد ثلاثي.
فيديو تسجيلى لمسجد المعينى على يوتيوب
إنتاج جمعية مصر للثقافة والحوار بدمياط